# Sophia Brown
Sophia Monique Brown (Northampton, Anglaterra, 30 octubre 1991) és una actriu britànica que ha tingut papers habituals a Marcella i Clique, Giri/Haji, The Capture i protagonitzarà la sèrie fantàstica de Netflix The Witcher: Blood Origin el 2022.

## Primers anys
Brown va néixer a Northampton, Anglaterra. Es va graduar a l'Arts Educational Schools de Londres i a l'Identity School of Acting de Brixton, on es va formar en ballet, jazz i dansa contemporània, i també va estudiar a l'Ivana Chubbuck Studio. Actua amb la Theo Adams Company des del 2015.

## Carrera
Els seus crèdits televisius inclouen The Capture, Giri/Haji, Marcella, Clique, Guerrilla, Casualty i Top Boy. Els seus crèdits cinematogràfics inclouen Desobediència, La bella i la bèstia i Genius.
El 2022, Brown interpretarà a Èlie, una guerrera beneïda amb la veu d'una deessa a The Witcher: Blood Origin, una sèrie limitada de sis episodis, que és una precuela derivada de la sèrie de Netflix The Witcher.